# (8205) Van Dijck
(8205) Van Dijck (1994 PE10) – planetoida z pasa głównego asteroid okrążająca Słońce w ciągu 5,67 lat w średniej odległości 3,18 au. Odkryta 10 sierpnia 1994 roku.